# Dibujo de "El Día", variación de Miguel Ángel (El Greco)
El Dibujo de "El Día" es una obra muy interesante dentro del corpus artístico del Greco, porqué es el único dibujo artístico conocido de su etapa italiana, está en muy buen estado, y es el único conservado de temática no religiosa.

## Introducción
Este dibujo es una copia libre de la escultura "Il Giorno" de Miguel Ángel, que forma parte de la tumba de Juliano de Médici en la Capilla de los Médici de la Basílica de San Lorenzo, en Florencia, El modelo en arcilla de esta escultura fue citado por Alessandro Vittoria, como existente en el año 1563 en el taller de Tintoretto.Por lo tanto, es posible que el Greco estudiara y dibujara este modelo durante su estancia en Venecia.
En el verano o en el otoño del año 1570, el Greco dejó Venecia, y llegó a Roma en noviembre de ese mismo año. No se conoce el itinerario que siguió, pero al menos pasó por Parma y Florencia. En su estancia en esta última ciudad, tuvo la oportunidad de estudiar o copiar las estatuas de la tumba de Juliano de Médici.

## Análisis de la obra
- Localización: Staatliche Graphische Sammlung; Múnich.[5]
- Material: Lápiz y pluma, tinta sobre papel;
- Dimensiones: 602 x 349 mm.;

La inscripción "Doménico Greco" en la parte inferior central, está escrita por Giorgio Vasari, y es el mejor elemento para la atribución de este dibujo al maestro cretense. Vasari poseía este dibujo en su colección, que creó juntamente con su libro Las vidas de los más excelentes arquitectos, pintores y escultores italianos, considerado la primera Historia del arte de Europa. Vasari enriqueció este dibujo con la inscripción "Domenico Greco", un marco y un sombreado azul.
Tanto si el Greco se basó en “il Giorno" de las tumbas Medici, como si se inspiró en el modelo en barro del taller de Tintoretto, lo interpretó de una manera completamente nueva, con un arriesgado escorzo de un carácter muy personal.